# Roucamps
Roucamps (Ausspracheⓘ) ist eine ehemalige französische Gemeinde mit zuletzt 235 Einwohnern (Stand: 1. Januar 2014), den Roucampois, im Département Calvados in der Region Normandie.
Zum 1. Januar 2017 wurde Roucamps im Zuge einer Gebietsreform zusammen mit sechs benachbarten Gemeinden als Ortsteil in die neue Gemeinde Les Monts d’Aunay eingegliedert.

## Geografie
Roucamps liegt rund 32 km südwestlich von Caen. Das im Département Manche gelegene Saint-Lô ist etwa 40 km entfernt.

## Bevölkerungsentwicklung
| Jahr                             | 1793 | 1836 | 1876 | 1926 | 1946 | 1968 | 1990 | 2014 |
| Einwohner                        | 440  | 426  | 333  | 208  | 197  | 174  | 178  | 235  |
| Quelle: Cassini, EHESS und INSEE |      |      |      |      |      |      |      |      |

## Sehenswürdigkeiten

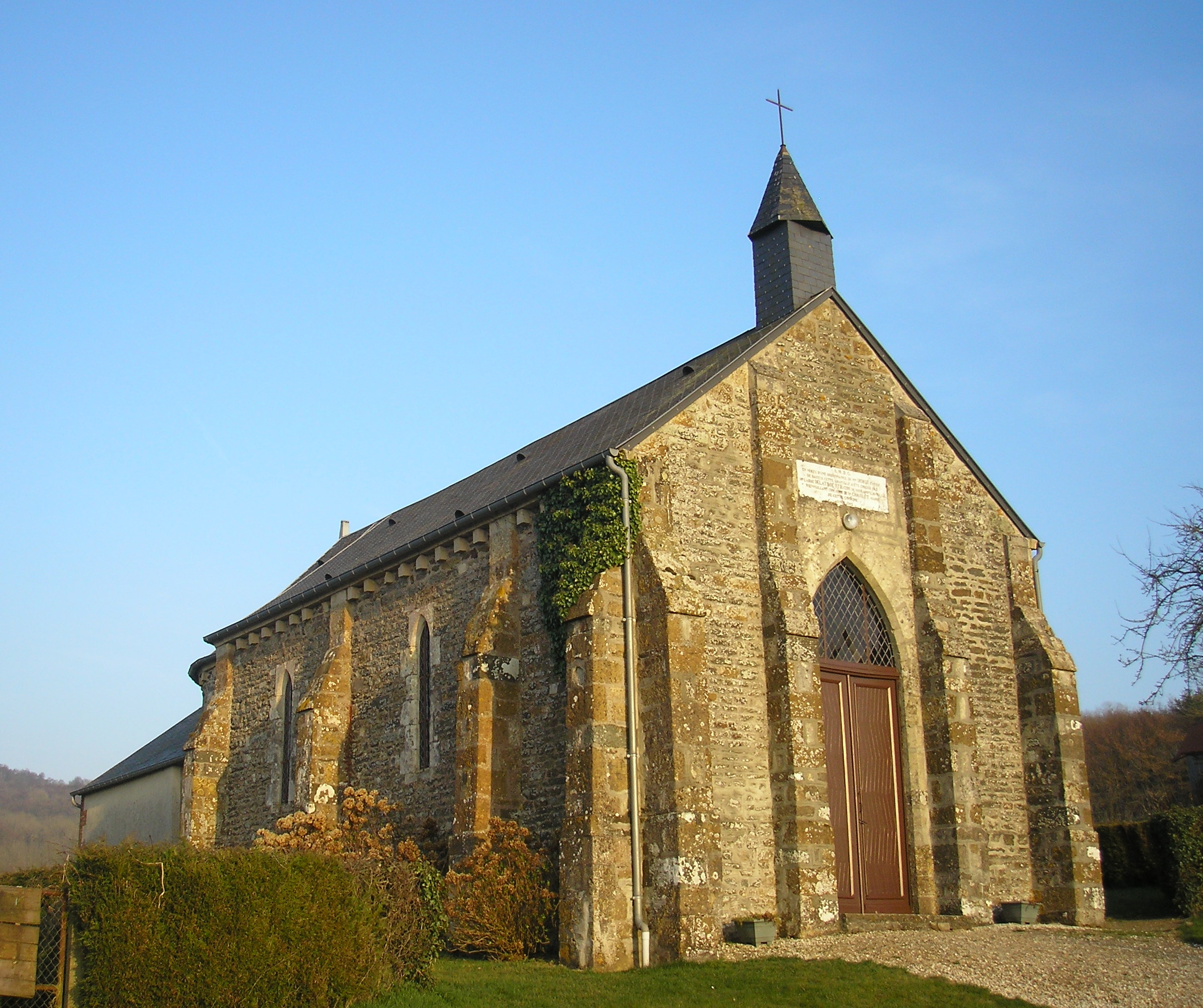
Wegkapelle Saint-Célerin

- Kirche Saint-Laurent aus dem 16.–18. Jahrhundert; ein auf das Jahr 1525 datierter Grabstein auf dem Kirchengelände ist seit 1911 als Monument historique klassifiziert[3]
- Wegkapelle Saint-Célerin aus dem 19. Jahrhundert